# Saittajärvi (sjö i Suonenjoki, Norra Savolax)
Saittajärvi är en sjö i kommunen Suonenjoki i landskapet Norra Savolax i Finland. Sjön ligger 114,6 meter över havet. Den är 17 meter djup. Arean är 1,16 kvadratkilometer och strandlinjen är 10,67 kilometer lång. Sjön  ingår i Vuoksens huvudavrinningsområde.   Den ligger omkring 30 kilometer sydväst om Kuopio och omkring 300 kilometer norr om Helsingfors. 